# Canton de Thiberville
Le canton de Thiberville est une ancienne division administrative française située dans le département de l'Eure et la région Haute-Normandie.

## Géographie
Ce canton était organisé autour de Thiberville dans l'arrondissement de Bernay. Son altitude variait de 110 m (Saint-Germain-la-Campagne) à 201 m (Le Planquay) pour une altitude moyenne de 174 m.

## Représentation

### Conseillers d'arrondissement (de 1833 à 1940)
Le canton de Thiberville avait deux conseillers d'arrondissement jusqu'en 1871.
| Période                                  | Période      | Identité                                       | Étiquette                   | Qualité |
| ---------------------------------------- | ------------ | ---------------------------------------------- | --------------------------- | --- |
| 1833                                     | 1848         | Pierre Vincent Conard fils (1786-1868)         |                             | Manufacturier, maire de Drucourt                                                                            |
| 1833                                     | 1836         | Jean Baptiste Guillaume Lemarchand (1795-1870) |                             | Propriétaire, maire de Folleville                                                                           |
| 1836                                     | 1842         | Florentin Conard                               |                             | Pharmacien à Thiberville                                                                                    |
| 1842                                     | 1848         | Louis Maurice de Margeot (1780-1865)           |                             | Officier supérieur de cavalerie, maire de Saint-Germain-la-Campagne                                         |
|                                          |              |                                                |                             | |
| 1852                                     |              | M. Cassé                                       |                             | |
| 1871                                     |              | Charles Hue                                    |                             | Maire de Thiberville                                                                                        |
| 1871                                     |              | M. Lecœur                                      |                             | |
| 1892                                     | 1895         | Albert Émile Lejuif                            | Républicain                 | Fabricant de rubans, maire de Fontaine-la-Louvet                                                            |
| 1895                                     | 1903 (décès) | Léonard Osmont                                 | Républicain                 | Conseiller municipal de Thiberville                                                                         |
| 1903                                     | 1910         | Charles Paul Kœnig                             | Républicain antiministériel | Propriétaire à Saint-Aubin-de-Scellon                                                                       |
| 1910                                     | 1934         | M. Rogeray                                     | Républicain de gauche       | Adjoint au maire de Thiberville                                                                             |
| 1934                                     | 1940         | Maurice Mesnil                                 | Union nationale             | Maire de Drucourt                                                                                           |
| 1940                                     |              |                                                |                             | Les conseils d'arrondissement ont été suspendus par la loi du 12 octobre 1940 et n'ont jamais été réactivés |
| Les données manquantes sont à compléter. |              |                                                |                             | |

### Conseillers généraux de 1833 à 2015
| Période | Période      | Identité                      | Étiquette             | Qualité |
| ------- | ------------ | ----------------------------- | --------------------- | --- |
| 1833    | 1852         | Vincent Conard-Erambert       |                       | Propriétaire à Piencourt |
| 1852    | 1865 (décès) | Louis Maurice de Margeot      |                       | Officier supérieur de cavalerie Maire de Saint-Germain-la-Campagne |
| 1865    | 1895 (décès) | Émile Vy                      | Droite Monarchiste    | Propriétaire, négociant en draperies Conseiller d'arrondissement du canton de Bernay Président du Tribunal de commerce de Bernay Président du Conseil Général Adjoint au maire de Bernay puis conseiller municipal de Saint-Aubin-de-Scellon |
| 1895    | 1940         | Albert Lejuif (1858-1942)     | Républicain puis Rad. | Fabricant de rubans Maire de Fontaine-la-Louvet, conseiller d'arrondissement |
|         |              |                               |                       | |
| 1943    | 1945         | André Boutelet                |                       | Maire de Saint-Mards-de-Fresne Nommé conseiller départemental en 1943 |
|         |              |                               |                       | |
| 1945    | 1955 (décès) | Maurice Mesnil                | DVD                   | Industriel, maire de Drucourt, ancien conseiller d'arrondissement |
| 1955    | 1964 (décès) | Alphonse Philippe (1889-1964) | RGR                   | Cultivateur à Thiberville |
| 1964    | 1970         | André Payelle                 | UDR                   | Pharmacien Maire de Thiberville, suppléant du député Jean Lainé (1967-1973) |
| 1970    | 1997 (décès) | François Gaud Couraye du Parc | CD puis UDF-Rad.      | Agriculteur retraité Maire de Saint-Germain-la-Campagne |
| 1997    | 2015         | Guy Paris                     | DVD                   | Médecin généraliste Maire de Thiberville |

## Composition
Le canton de Thiberville regroupait vingt et une communes et comptait 6 436 habitants (recensement de 1999 sans doubles comptes).
| Communes                  | Population (2012) | Code postal | Code Insee |
| ------------------------- | ----------------- | ----------- | ---------- |
| Barville                  | 61                | 27230       | 27042      |
| Bazoques                  | 136               | 27230       | 27046      |
| Boissy-Lamberville        | 276               | 27300       | 27079      |
| Bournainville-Faverolles  | 425               | 27230       | 27106      |
| La Chapelle-Hareng        | 79                | 27230       | 27149      |
| Drucourt                  | 614               | 27230       | 27207      |
| Duranville                | 173               | 27230       | 27208      |
| Le Favril                 | 145               | 27230       | 27237      |
| Folleville                | 173               | 27230       | 27248      |
| Fontaine-la-Louvet        | 284               | 27230       | 27252      |
| Giverville                | 270               | 27560       | 27286      |
| Heudreville-en-Lieuvin    | 106               | 27230       | 27334      |
| Piencourt                 | 147               | 27230       | 27455      |
| Les Places                | 55                | 27230       | 27459      |
| Le Planquay               | 123               | 27230       | 27462      |
| Saint-Aubin-de-Scellon    | 314               | 27230       | 27512      |
| Saint-Germain-la-Campagne | 748               | 27230       | 27547      |
| Saint-Mards-de-Fresne     | 317               | 27230       | 27564      |
| Saint-Vincent-du-Boulay   | 267               | 27230       | 27613      |
| Le Theil-Nolent           | 186               | 27230       | 27627      |
| Thiberville               | 1 537             | 27230       | 27629      |

## Démographie
| 1962  | 1968  | 1975  | 1982  | 1990  | 1999  | 2006  | 2011  | 2012  |
| ----- | ----- | ----- | ----- | ----- | ----- | ----- | ----- | ----- |
| 6 225 | 6 078 | 6 058 | 6 367 | 6 463 | 6 436 | 6 674 | 7 301 | 7 376 |